# Thal
Thal é uma comuna da Suíça, no Cantão São Galo, com cerca de 5.956 habitantes. Estende-se por uma área de 9,58 km², de densidade populacional de 622 hab/km². Confina com as seguintes comunas: Fußach (AT - 8), Gaißau (AT-8), Heiden (AR), Höchst (AT-8), Horn (TG), Lutzenberg (AR), Nonnenhorn (DE-BY), Rheineck, Rorschacherberg, Wasserburg (DE-BY), Wolfhalden.
A língua oficial nesta comuna é o Alemão.